# Chamaeleo roperi
Chamaeleo roperi är en ödleart som beskrevs av  George Albert Boulenger 1890. Chamaeleo roperi ingår i släktet Chamaeleo och familjen kameleonter. Inga underarter finns listade i Catalogue of Life.